# 中国铁路Z29型客车
中国铁路Z29型客车是中国铁路用于762mm窄轨的客车，主要运用于许郸线客运，随着许郸线开始进行准轨化改造，Z29型客车现已被封存。有两种涂装：深蓝色和橙红色。

## 链接
- 深蓝色涂装的YZZ29型硬座车[永久]
- 橙红色涂装的YZZ29型硬座车（页面存档备份，存于）